# Zona libera da LGBT

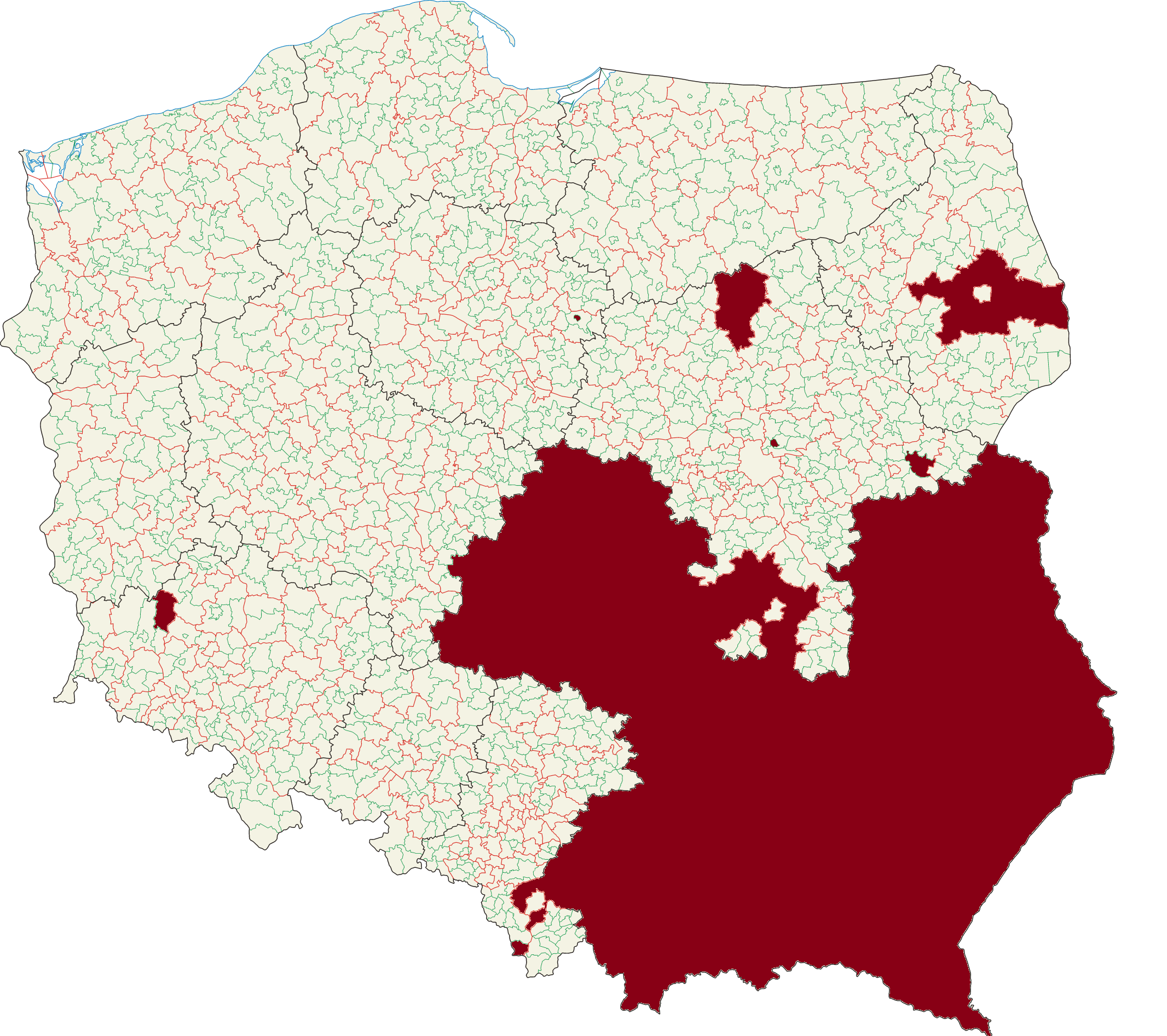
Segnati in rosso, i voivodati, i distretti e i comuni che hanno approvato risoluzioni anti-LGBT

Si definiscono "zone LGBT-free" (in polacco: Strefy wolne od LGBT) o "zone libere dall'ideologia LGBT" (in polacco: Strefy wolne od ideologii LGBT) le municipalità e le regioni della Polonia che si sono auto-dichiarate ostili a una presunta ideologia LGBT, finendo per bandire le marce dell'uguaglianza e altri eventi LGBT.
A giugno 2020 oltre cento municipalità, circa un terzo del totale, e cinque voivodati hanno adottato delle risoluzioni che le rendono "zone LGBT-free".
Sulla maggior parte delle risoluzioni adottate sono state esercitate pressioni dall'organizzazione ultraconservatrice e cattolica Ordo Iuris. Benché non applicabili e principalmente simboliche, tali risoluzioni rappresentano un tentativo di stigmatizzare le persone che fanno parte della comunità LGBT.
Il 18 dicembre 2018 il Parlamento europeo ha votato, con 463 voti a favore e 107 contro, per la condanna di più di ottanta di queste zone in Polonia. Nel luglio del 2020, le Corti Amministrative Provinciali (in polacco: Wojewódzki Sąd Administracyjny) di Gliwice e Radom hanno stabilito che le "zone libere dall'ideologia LGBT" stabilite dalle amministrazioni comunali di Istebna e Klwów sono prive di una valida base giuridica, sottolineando che violano la Costituzione e sono discriminatorie nei confronti dei membri della comunità LGBT che vivono in quelle aree.
Da luglio 2020 l'Unione Europea ha negato i finanziamenti dei fondi strutturali alle municipalità che hanno adottato dichiarazioni anti-LGBT, dal momento che violano la Carta dei diritti fondamentali dell'Unione europea. In fase di adesione all'Unione europea, nel 2004, la Polonia ha scelto un opt-out relativamente alla Carta dei diritti fondamentali. Inoltre, alcune città europee hanno congelato i rapporti di gemellaggio con le municipalità polacche in questione.
Il 29 giugno 2022 la più alta Corte Amministrativa polacca ha stabilito che i suddetti luoghi "ledono la dignità e la vita privata delle persone omosessuali", richiedendone l'abrogazione.
Al 2024 non tutta la Polonia si è automaticamente adeguata all'illegittimità delle aree LGBT-free, tuttavia una città in particolare, Świdnik, si è trasformata in un importante centro LGBT-friendly grazie ai finanziamenti dell'Unione europea che ambivano ad abbattere le discriminazioni in terra polacca.

## Dichiarazioni
Le mozioni per istituire le "zone libere da LGBT" sono state approvate da alcuni comuni, distretti e voivodati polacchi che hanno dichiarato il loro attaccamento ai valori conservatori, in reazione alla "Dichiarazione di Varsavia". Benché inapplicabili, gli attivisti sostengono che queste zone rappresentano un tentativo di escludere la comunità LGBT e hanno definito tali mozioni come "una dichiarazione che dice che uno specifico gruppo di persone non è considerato benvenuto".
Ad agosto 2019, circa trenta governi locali hanno adottato queste risoluzioni, compresi quattro voivodati nel sud-est del Paese: la Piccola Polonia, la Precarpazia, la Santacroce e il Lublinese: i quattro voivodati formano la parte storicamente più conservatrice della Polonia.

### Voivodati
- Łódź[33]
- Lublinese[34]
- Piccola Polonia[11]
- Precarpazia[35]
- Santacroce[36]

### Distretti
- Białystok
- Bielsk
- Dębica
- Jarosław
- Kielce
- Kolbuszowa
- Kraśnik
- Lesko
- Limanowa
- Lublino
- Łańcut
- Łowicz
- Łukow
- Mielec
- Nowy Targ
- Opoczno
- Przasnysz
- Przysucha
- Puławy
- Radom
- Radzyń Podlaski
- Rawa
- Sztum
- Świdnica
- Tarnów
- Tatra
- Tomaszów Mazowiecki
- Wieluń
- Włoszczowa
- Zamość